# Bathycolpodes chloronesis
Bathycolpodes chloronesis är en fjärilsart som beskrevs av Louis Beethoven Prout 1930. Bathycolpodes chloronesis ingår i släktet Bathycolpodes och familjen mätare. Inga underarter finns listade i Catalogue of Life.